# Peeter Roosma
Peeter Roosma (* 9. Dezember 1972 in Tartu) ist ein estnischer Jurist und Richter am Europäischen Gerichtshof für Menschenrechte.

## Leben und Wirken
Roosma studierte Rechtswissenschaften an der Universität Tartu, wo er 1995 sein Studium mit dem Bachelor of Laws abschloss. Nach einer Beschäftigung am Riigikohus, dem estnischen Verfassungsgericht, erwarb er 1997 an der Central European University in Budapest den Master of Laws in vergleichendem Verfassungsrecht. Anschließend war er erneut Berater am estnischen Verfassungsgericht tätig und arbeitete ab 1998 parallel dazu als Dozent an der Universität Tartu. Von 2000 bis 2004 war Roosma Mitglied der Venedig-Kommission. Anschließend war er als Anwalt in der Kanzlei des Europäischen Gerichtshofs für Menschenrechte tätig. 2016 wurde er dort Ad hoc-Richter. 2016 kehrte er nach Estland zurück und wurde Richter am Riigikohus. Dort war er Mitglied der Strafrechtskammer, der Disziplinarrechtskammer und der Verfassungsrechtskammer.
Im Juni 2019 wurde Roosma als Vertreter Estlands und Nachfolger von Julia Laffranque zum Richter am Europäischen Gerichtshof für Menschenrechte gewählt. Er trat seine voraussichtlich bis 2029 dauernde Amtszeit am 4. Januar 2020 an.